# Axinaea pauciflora
Axinaea pauciflora es una especie de planta fanerógama de la familia Melastomataceae; nativa de Sudamérica,  en los Andes en  Ecuador.  Su hábitat natural son las montañas húmedas tropicales o subtropicales. 

## Distribución y hábitat
Es un arbusto o pequeño árbol endémico del sur de Ecuador donde se localizan diez poblaciones. Dos en la provincia de Azuay, una en Molón (donde es localmente rara según F. Serrano) y otra cerca de Sígsig. Las restantes se encuentran desde Loja y Zamora Chinchipe protegidas en el Parque nacional Podocarpus. Considerada Vulnerable (VU B1+2c) por la IUCN en la lista de 1998  (Oldfield et al. 1998) y "Rara" en 1997 (Walter and Gillett 1998). 

## Taxonomía
Axinaea pauciflora fue descrita por Alfred Cogniaux y publicado en Monographiae Phanerogamarum 7: 448. 1891.